# Mandalay (poema)
Mandalay es un famoso poema escrito por Rudyard Kipling, escrito y publicado en 1890 y primero recopilado en la colección Barrack Room Ballads (Baladas de Barracón), publicada en 1892.
Mandalay, el título del poema, hace referencia a la antigua capital de la independiente Birmania, luego colonia británica entre los años 1885 a 1947. El primer verso habla de la Antigua Pagoda Moulmein, Moulmein es la forma inglesa del nombre Mawlamyine. El protagonista es un soldado "cockney" de clase trabajadora, de regreso en la Londres gris y restrictiva, que recuerda la época en la cual se sintió feliz junto a una chica birmana, ahora inalcanzablemente lejos.

## Canción
El texto de Kipling fue adaptado para la canción "On the Road to Mandalay" por Oley Speaks, popularizada en el álbum Come Fly with Me por Frank Sinatra. La canción utiliza solamente el primer y último verso del poema, en el estribillo. La familia Kipling puso objeciones a la versión de Sinatra. Cuando el álbum fue distribuido en el Imperio Británico, se remplazó "On the Road to Mandalay" con "Chicago". Sinatra cantó la canción en Australia, en 1959, y relató las objeciones de la Familia Kipling para con la canción.

## Texto completo del poema
| By the old Moulmein Pagoda, lookin' lazy at the sea, There's a Burma girl a-settin', and I know she thinks o' me; For the wind is in the palm-trees, and the temple-bells they say: "Come you back, you British soldier; come you back to Mandalay!" Come you back to Mandalay, Where the old Flotilla lay: Can't you 'ear their paddles chunkin' from Rangoon to Mandalay? On the road to Mandalay, Where the flyin'-fishes play, An' the dawn comes up like thunder outer China 'crost the Bay! 'Er petticoat was yaller an' 'er little cap was green, An' 'er name was Supi-yaw-lat — jes' the same as Theebaw's Queen, An' I seed her first a-smokin' of a whackin' white cheroot, An' a-wastin' Christian kisses on an 'eathen idol's foot: Bloomin' idol made o'mud — Wot they called the Great Gawd Budd — Plucky lot she cared for idols when I kissed 'er where she stud! On the road to Mandalay . . . When the mist was on the rice-fields an' the sun was droppin' slow, She'd git 'er little banjo an' she'd sing "Kulla-lo-lo!" With 'er arm upon my shoulder an' 'er cheek agin' my cheek We useter watch the steamers an' the hathis pilin' teak. Elephints a-pilin' teak In the sludgy, squdgy creek, Where the silence 'ung that 'eavy you was 'arf afraid to speak! On the road to Mandalay . . . But that's all shove be'ind me — long ago an' fur away, An' there ain't no 'busses runnin' from the Bank to Mandalay; An' I'm learnin' 'ere in London what the ten-year soldier tells: "If you've 'eard the East a-callin', you won't never 'eed naught else." No! you won't 'eed nothin' else But them spicy garlic smells, An' the sunshine an' the palm-trees an' the tinkly temple-bells; On the road to Mandalay . . . I am sick o' wastin' leather on these gritty pavin'-stones, An' the blasted Henglish drizzle wakes the fever in my bones; Tho' I walks with fifty 'ousemaids outer Chelsea to the Strand, An' they talks a lot o' lovin', but wot do they understand? Beefy face an' grubby 'and — Law! wot do they understand? I've a neater, sweeter maiden in a cleaner, greener land! On the road to Mandalay . . . Ship me somewheres east of Suez, where the best is like the worst, Where there aren't no Ten Commandments an' a man can raise a thirst; For the temple-bells are callin', an' it's there that I would be — By the old Moulmein Pagoda, looking lazy at the sea; On the road to Mandalay, Where the old Flotilla lay, With our sick beneath the awnings when we went to Mandalay! On the road to Mandalay, Where the flyin'-fishes play, An' the dawn comes up like thunder outer China 'crost the Bay! | Al pie de la pagoda de Moulmein, mirando perezosamente el mar, se sienta una muchacha birmana y piensa en mi. El viento en las palmeras, las campanas de los templos lo dicen: "Vuelve, soldado inglés, regresa a Mandalay". Regresa a Mandalay, donde estaba la flota: ¿no oyes chapotear los remos desde Rangún a Mandalay? Por el camino juegan los peces voladores y el amanecer llega de la China, como un trueno, cruzando la Bahía. Llevaba un sombrerito verde y enaguas amarillas, y se llamaba igual que la reina de Saba. La primera vez que la vi fumaba un enorme cigarro y malgastaba besos sobre el altar de un ídolo, un ídolo de arcilla al que llamaban Buda. Vaya si se acordó de ningún ídolo cuando yo la besé, en Mandalay... Y cuando había niebla sobre los arrozales y se ponía el sol, ella sacaba una especie de banjo pequeñito y cantaba. O abrazados, mejilla con mejilla, mirábamos los barcos de vapor, los elefantes apilando troncos de teca en el muelle fangoso, en un silencio tan abrumador que daba miedo hablar. En Mandalay... Pero eso quedó atrás, hace ya mucho tiempo, y no van autobuses del Bank a Mandalay. En Londres he aprendido eso que dicen los soldados más viejos: si has oído la llamada del Este, ya no puedes pensar en otra cosa. Ya no piensas en nada sino en esos olores a picante y especias, y en el sol, las plameras y los templos. En Mandalay... Me aburre gastar suela sobre los adoquines y esta llovizna inglesa me produce reuma. Y aunque salgo con criadas de toda la ciudad que hablan mucho de amor, qué sabrán ellas, con esas caras gordas y mugrientas, qué sabrán, comparadas con la que tengo en una tierra más limpia y verde y que, como su tierra, es más dulce y esbelta. En Mandalay... Llevadme a cualquier sitio más al este de Suez, donde lo mejor y lo peor se igualan, donde no hay mandamientos y hay sed de hombres. Las campanas del templo están llamándome allí, junto a la vieja pagoda junto al mar, en Mandalay, donde estaba la flota con los enfermos bajo la toldilla, cuando íbamos de vuelta a Mandalay. Por el camino juegan los peces voladores y el amanecer llega de la China, como un trueno, cruzando la Bahía. |